# Alexandr Gorbunov
Alexandr Vladimirovitch Gorbunov (em russo:  Александр Владимирович Горбунов; Zheleznogorsk, 24 de maio de 1990) é um cosmonauta russo que participa da missão SpaceX Crew-9 em setembro de 2024. Antes de ingressar no corpo de cosmonautas, serviu como Tenente da Força Aérea das Forças Aeroespaciais das Forças Armadas Russas. Ele também trabalhou como engenheiro projetista de 1ª categoria de aeronaves de transporte de carga da RSC Energia.

## Juventude, educação e carreira
Gurbunov nasceu no dia 24 de maio de 1990, na cidade de Zheleznogorsk, região de Kursk. Em 2008, após se formar na escola secundária n.º 6 em Zheleznogorsk, ingressou no Instituto de Aviação de Moscou. De 2009 a 2012, estudou no departamento militar do Instituto de Aviação de Moscou, especializando-se em “Operação e reparo de aeronaves, helicópteros e motores de aeronaves”, como tenente da reserva. Desde 2012 atua como técnico de 1ª categoria na PJSC, RSC Energia. Em 2014, formou-se com louvor no instituto com graduação em engenharia em “Naves Espaciais e Estágios Superiores”. Desde março de 2014 atua como engenheiro de 2ª, então 1ª categoria no projeto de aeronaves de transporte de carga da RSC Energia.

## Carreira espacial
Em 2015, realizou seu exame médico no Instituto de Problemas Biomédicos, e também passou em um "miniexame" interno. Em junho de 2017, apresentou sua candidatura para participar do corpo de cosmonautas. Em novembro de 2017, ele recebeu sua autorização da Comissão Médica Principal. No dia 10 de agosto de 2018, com base nos resultados de reunião da comissão interdepartamental, foi recomendado que fosse inscrito como candidato a cosmonauta.
No dia 1 de outubro de 2018, ele foi matriculado no corpo de cosmonautas e iniciou o treinamento. Em fevereiro de 2019, como parte de uma tripulação de treino, ele começou a treinar atividades pós-pouso em matas e pântanos no inverno (“sobrevivência no inverno”). Em agosto de 2019, como parte de um grupo de candidatos a cosmonautas, passou por treinamento de mergulho no Centro de Resgate de Noginsk do Ministério de Emergências da Rússia. No dia 30 de agosto de 2019, foi aprovado no exame e obteve a qualificação “mergulhador”. Em outubro de 2019, como parte de uma tripulação de treino, juntamente com Konstantin Borisov e Kirill Peskov, passou por um ciclo completo de “sobrevivência na água” no porto de Sochi, no Mar Negro, distrito de Adler, em Sochi. Além disso, de outubro de 2018 a novembro de 2020, realizou um treinamento de pilotagem na aeronave L-39; treinamento especial de paraquedas, treinamento em condições de gravidade zero, reproduzido a bordo da aeronave Ilyushin II-76; e testes em câmara de som.
No dia 24 de novembro de 2020, ele foi aprovado no exame estatal após a conclusão do curso geral. No dia2 de dezembro de 2020, por decisão da Comissão Interdepartamental de Qualificação, após reunião no Centro de Treinamento de Cosmonautas, tornou-se um cosmonauta oficial.
Em julho de 2021, como parte de uma tripulação de treino, com Alexandr Grebienkin e Alexei Zubritski, passou por dois dias de treinamento para praticar ações pós-pouso de uma espaçonave em condições áridas.
No dia 20 de janeiro de 2022, a Comissão Interdepartamental para a Seleção de Cosmonautas aprovou Gorbunov como parte da tripulação principal da Expedição 72 da ISS.
Em fevereiro de 2022, como parte de uma tripulação de treino, com Sergei Mikajev e Alexei Zubritski, participou de um treino sobre ações pós-pouso de emergência do módulo de descida na estepe durante o inverno. No dia 10 de fevereiro de 2023, Gorbunov, com Sergei Kud-Sverchkov e Alexei Zubritski, praticaram habilidades de sobrevivência na floresta.
Em maio de 2023, foi indicado no site do Centro de Treinamento de Cosmonautas que Gorbunov estava sendo treinado como suplente de Alexander Grebienkin, membro da tripulação principal da SpaceX Crew-8. Gorbunov também estava sendo treinado como engenheiro de voo da tripulação principal Soyuz MS-26 e da Expedição 72 da ISS. Mais tarde, ele foi selecionado para a missão SpaceX Crew-9.

## Voo
Gorbunov treinou com a tripulação da SpaceX Crew-9, para servir como Engenheiro de Voo na Expedição 72, onde deverá permanecer 6 meses.